# 10 ventôse
10 pluviôse 10 germinal
Le décadi 10 ventôse, officiellement dénommé jour de la bêche, est le 160e jour de l'année du calendrier républicain.
C'était généralement le 28e jour du mois de février dans le calendrier grégorien.